# Rahmanan
Raḥmānān (Musnad: 𐩧𐩢𐩣𐩬𐩬 rḥmnn, "o Misericordioso") era um epíteto do sul da Arábia usado por cristãos, judeus e pagãos no sul da Arábia. Raḥmānān geralmente é seguido por " Dhu Samawi ", possivelmente "fora do céu". Durante o reinado himiarita do rei Esimifeu Jesus foi referido como o filho de Raḥmānān enquanto que durante o reinado de Abramo, Jesus era o messias de Raḥmānān.